# Гирма Волде-Гиоргис
Гирма Волде-Гиоргис (28. децембар 1924 — 15. децембар 2018) био је етиопски политичар и председник Етиопије од 8. октобра 2001. године до 7. октобра 2013. године.

## Биографија
Рођен је 1924. године у Адис Абеби. Припадник је народа Оромо. Школовао се у Школи етиопске православне Цркве и Школи Тефери Меконен. Између 1950. године и 1952. године примио је цертификате из менаџмента за ваздушни саобраћај у Холандији, Шведској и Канади.
По повратку у Етиопију 1990. године, био је члан Одбора Црвеног крста за Етиопију, а 1992. године оснивач удружења за заштиту приуроде Лем Етиопија.
Етиопски парламент га је изабрао за председника Етиопије 8. октобра 2001. године. Изабран је и за други шестогодишњи мандат, који му је започео 9. октобра 2007. године.
Течно је говорио Афар Оромо, амхарски, Тигриња, италијански, енглески и француски језик.
Био је ожењен и имао петоро деце. Преминуо је природном смрћу 15. децембра 2019. године, 13 дана пре свог 94. рођендана.

## Служба у влади до 2000.
- 1944. дипломирао на Војној академији Холета у чину потпоручника
- 1946. придружио се Ваздушним снагама и завршио више курсева за менаџмент у ваздушном саобраћају
- 1955. постао председник цивилне авијације у Еритреји
- 1957. постао директор Организације за цивилну авијацију Етиопије
- 1961. постао члан Дома посланика у Царском етиопском парламенту
- 1977. постао изасланик мировног порграма за мирно решење сукоба у Еритреји
- 2000. постао члан Дома народних посланика ФДР Етиопије